# Gcina Mhlope
Nokugcina Elsie Mhlophe (* 24. října 1958 Durban) je jihoafrická aktivistka proti apartheidu, herečka, vypravěčka příběhu, básnířka, dramatička, režisérka a spisovatelka. Vyprávění příběhů (angl. storytelling) je dávná tradiční činnost v Africe a Mholphe je jedna z mála žen vypravěček v zemi vedené muži. Snaží se skrz charismatické představení zachovat vyprávění příběhů jako prostředek k uchování živé historie a povzbuzování jihoafrických dětí ke čtení. Vypráví své příběhy ve čtyřech jihoafrických jazycích: angličtině, afrikánštině, zuluštině a xhoštině.